# 稻草裡的火雞

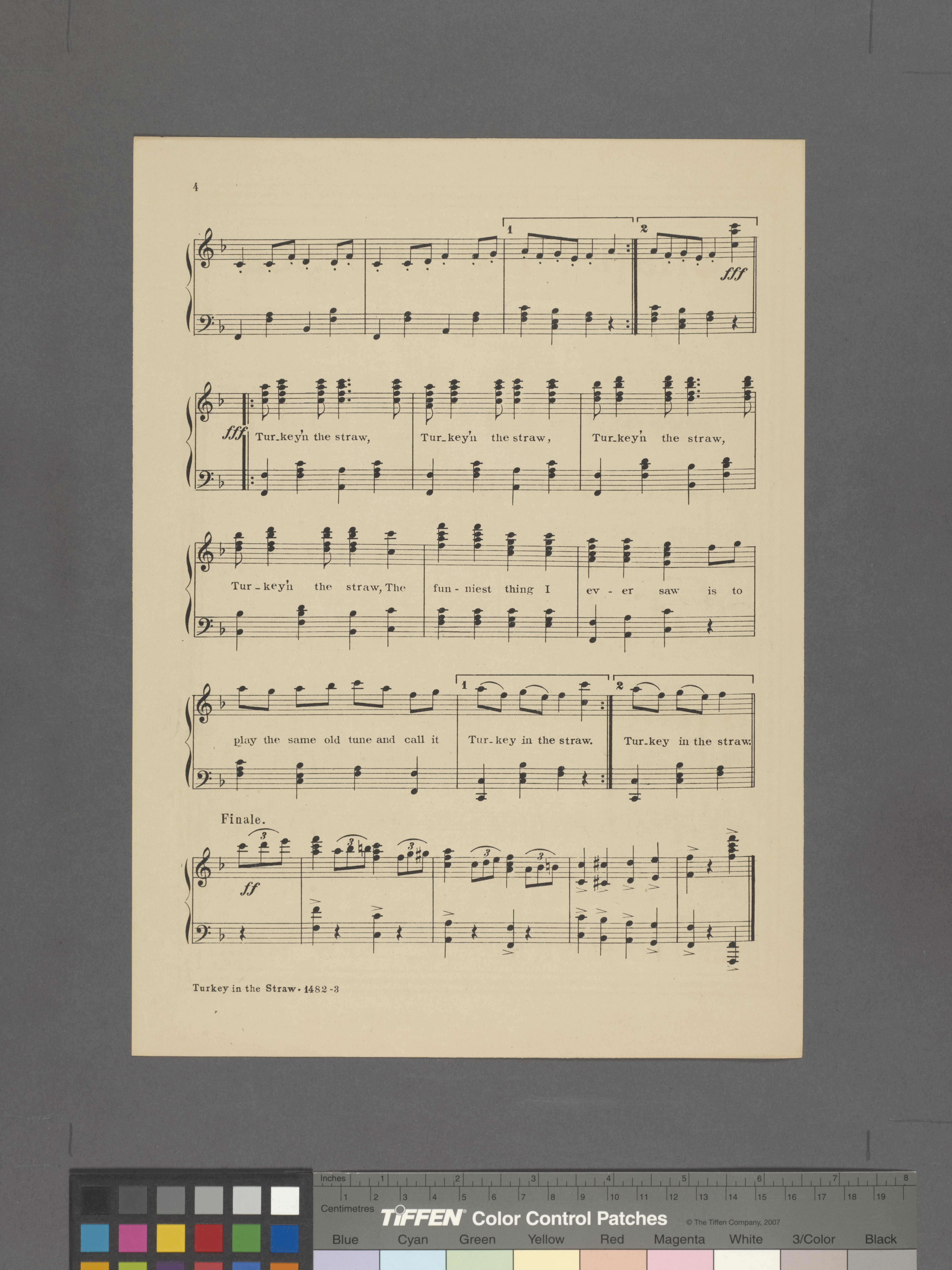

稻草裡的火雞（英語：Turkey in the Straw）為一首十九世紀初期知名的美國民謠。

## 歌詞
哎呀不得了，這可真糟糕， 
我們的火雞呀，跑到那兒去了，
快點找一找，快點找一找，
原來牠偷偷跑到菜園裡去了。
快來，快來，快來，快來，
我們圍起菜園快把牠捉到，
看見我們牠又跑了， 
跑到稻田裡去了。
哎呀不得了，這可真糟糕，
我們的火雞呀，它又逃跑了，
快點找一找，快點找一找，
原來牠這回跑到院子裡去了。 
快來，快來，快來，快來，快來，
我們同心協力 快把牠捉到，
看我們牠又跑到稻草裡去了。

## 版本
- 在西元1928年，華特迪士尼全球第一齣的有聲動畫片《汽船威利號》（Steamboat Willie），動畫中這段旋律[2]的呈現因首次成功地與動畫同步而聞名。
- 這段旋律被查理斯·艾伍士引用在他的作品第二號交響曲 （页面存档备份，存于）
- 這段曲子常常被冰淇淋車播放。
- 在日本有一個節奏比較慢且偏向管弦樂的版本 Oklahoma Mixer（オクラホマミキサー （页面存档备份，存于））
- 此歌的旋律收錄於基督教召會詩歌補充本第820首。

## 外部連結
查理斯·艾伍士的第二號交響曲 （页面存档备份，存于）
Oklahoma Mixer（オクラホマミキサー （页面存档备份，存于））